# Estación de Brittnau-Wikon
La estación de Brittnau-Wikon es una estación ferroviaria de la comuna suiza de Wikon, en el Cantón de Lucerna.

## Historia y situación
La estación de Brittnau-Wikon fue inaugurada en el año 1856 con la puesta en servicio de la línea Olten - Lucerna por el Schweizerischen Centralbahn (SCB). En 1902 la compañía pasaría a ser absorbida por SBB-CFF-FFS.
Se encuentra ubicada en las afueras del núcleo urbano de Wikon, situada a algo más de medio kilómetro al oeste del núcleo urbano. También presta servicio a la comuna de Brittnau, situada un kilómetro al oeste de su centro urbano. Cuenta con dos andenes laterales a los que acceden dos vías pasantes, a las que hay que sumar otra vía pasante más, un par de culatones y dos derivaciones a industrias.
En términos ferroviarios, la estación se sitúa en la línea Olten - Lucerna. Sus dependencias ferroviarias colaterales son la estación de Zofingen hacia Olten y la estación de Reiden en dirección Lucerna.

## Servicios ferroviarios
Los servicios ferroviarios de esta estación están prestados por SBB-CFF-FFS.

### S-Bahn Lucerna
Por la estación pasa una línea de la red de trenes de cercanías S-Bahn Lucerna.
- S 8 Sursee - Zofingen - Olten